# تپه دوکان دک چراغان
تپه دوکان دک چراغان مربوط به سدهٔ ۵ تا ۷ ه.ق است و در شهرستان سرباز، بخش راسک، روستای چراغان واقع شده و این اثر در تاریخ ۱۰ دی ۱۳۸۱ با شمارهٔ ثبت ۶۷۵۳ به‌عنوان یکی از آثار ملی ایران به ثبت رسیده است.